# Área istmo-colombiana
El Área Ístmo-Colombiana se define como un área cultural que abarca los territorios ocupados predominantemente por hablantes de las lenguas chibchanas en la época del contacto europeo. Incluye porciones del istmo centroamericano como el este de Honduras, el Caribe de Nicaragua, Costa Rica, Panamá y el norte de Colombia.

## Estudio y teoría del área cultural

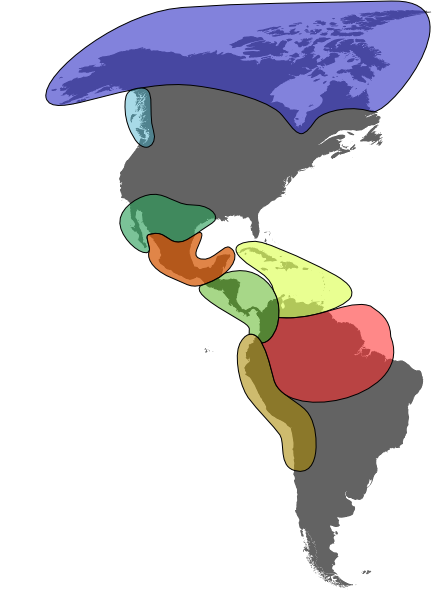
Principales áreas culturales de la América precolombina:
Ártico
Noroeste
Aridoamérica
Mesoamérica
Área istmo-colombiana
Caribeño
Amazónico
Andino

Es una porción de lo que anteriormente se ha denominado Área Intermedia, y fue definida en un capítulo de John W. Hoopes y Oscar Fonseca Z en el libro de 2003 Gold and Power in Ancient Costa Rica, Panama, and Colombia.
El concepto se basa en perspectivas multidisciplinares, incluidas las reconstrucciones lingüísticas del antropólogo lingüista costarricense Adolfo Constenla Umaña y las observaciones sobre genética chibchana del antropólogo genetista costarricense Ramiro Barrantes Mesén. Actualmente se está perfeccionando mediante estudios continuos de lingüística, genética, arqueología, historia del arte, etnografía y etnohistoria de esta parte de América. Esto incluye un estudio más reciente de las relaciones entre esta zona y las Antillas dentro de un marco pancaribeño.

## Arqueología del área cultural
El conocimiento arqueológico de esta zona ha recibido relativamente poca atención en comparación con sus vecinos colindantes al norte y al sur, a pesar de que estudiosos como Max Uhle, William Henry Holmes, C. V. Hartman y George Grant MacCurdy emprendieron estudios de yacimientos y colecciones arqueológicas aquí hace más de un siglo que se vieron aumentados por investigaciones posteriores de Samuel Kirkland Lothrop, John Alden Mason, Doris Zemurray Stone, William Duncan Strong, Gordon Willey y otros a principios del siglo XX. Una de las razones de la relativa falta de atención es la falta de investigación por parte de los propios lugareños sobre los monumentos ancestrales y la arquitectura característica de comunidades como las que se encuentran en las áreas culturales vecinas de Mesoamérica y las zonas andinas, y una larga historia de percepciones eurocéntricas por parte de los eruditos occidentales sobre lo que representaba la civilización.

## Yacimientos y lugares de interés

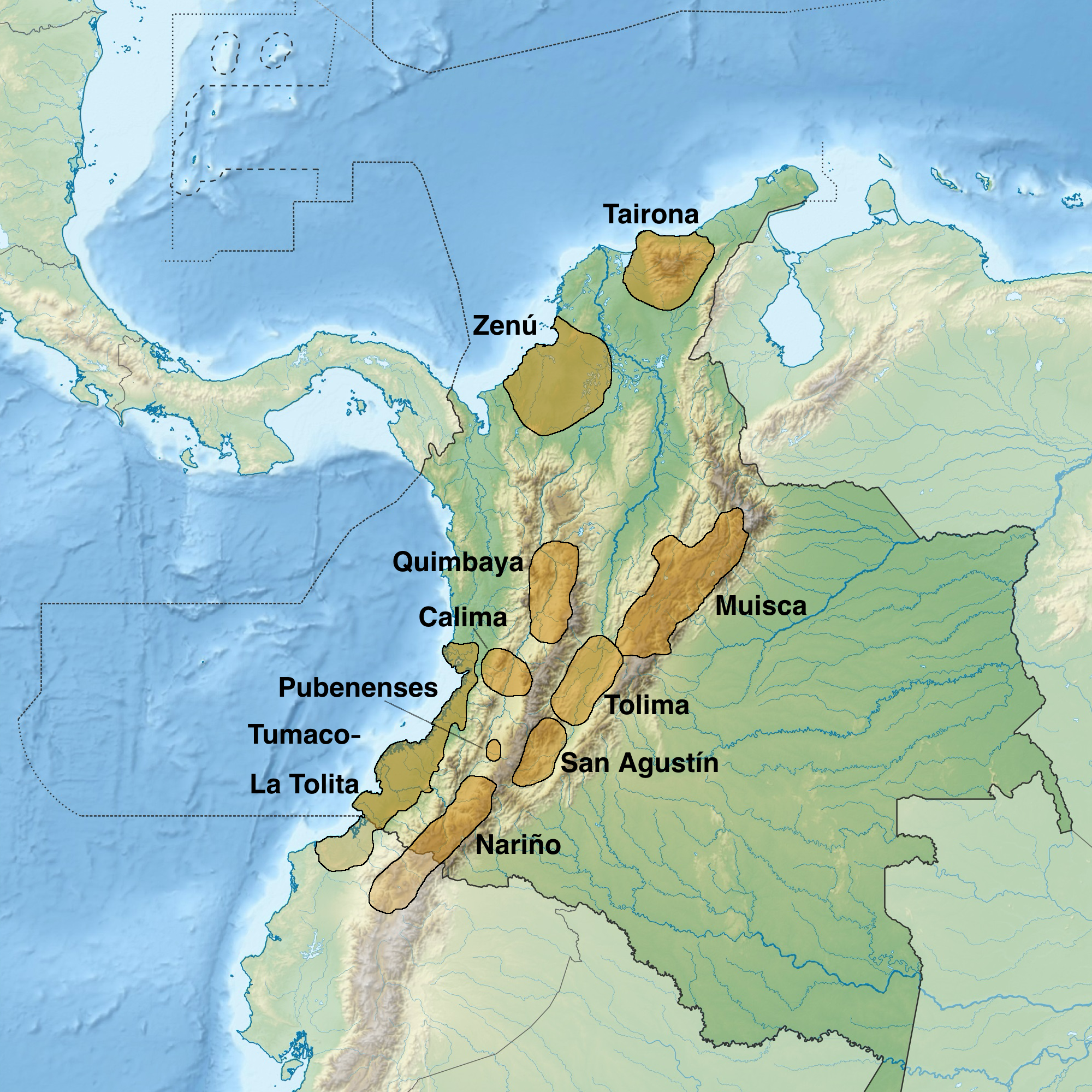
Mapa donde se localizan las culturas precolombinas de Colombia

Hay un gran número de yacimientos con impresionantes plataformas, plazas, caminos pavimentados, esculturas de piedra y objetos de jade, oro y cerámica. Entre ellos se encuentran Las Mercedes, Guayabo de Turrialba, Cutrís y Cubujuquí en Costa Rica y Pueblito (en el Parque Nacional Natural Tayrona) y Ciudad Perdida en la Sierra Nevada de Santa Marta de Colombia. La investigación en yacimientos como Rivas (Costa Rica) ayuda a documentar la configuración de grandes asentamientos en los siglos anteriores a la conquista española. Algunas de las esculturas ístmo-colombianas más conocidas son las esferas de piedra de Costa Rica. Otra zona que ha proporcionado valiosa información arqueológica es la región del Gran Coclé, en Panamá, que coincide en gran parte con la actual provincia de Coclé.

## Pueblos indígenas
La zona istmo-colombiana fue y sigue siendo el hogar de una gran variedad de pueblos indígenas. Un gran número de ellos eran hablantes de lenguas chibchas. Entre ellos se encuentran (aunque no exclusivamente) los pech, los rama, los maleku, los bribri, los cabécar, los guaymí, los naso, los guna, los kogui, los motilón, los u'wa y los muisca.
Entre los grupos no chibchanos se encuentran las lenguas misumalpan, chocó, barbacoana, lenca (también consideradas mesoamericanas) y algunas lenguas caribes.